# Skedevi landskommun
Skedevi landskommun  var en tidigare kommun i Östergötlands län.

## Administrativ historik
När 1862 års kommunalförordningar trädde i kraft inrättades i Sverige cirka 2 500 kommuner. Huvuddelen av dessa var landskommuner (baserade på den äldre sockenindelningen), vartill kom 89 städer och åtta köpingar. Då inrättades i  Skedevi socken i Finspånga läns härad i Östergötland denna kommun. 
Vid kommunreformen 1952 uppgick denna  landskommun i Hävla landskommun som senare 1971 uppgick i Finspångs kommun.

## Politik

### Mandatfördelning i Skedevi landskommun 1938-1946
| 15 | 10 |

| 24 |

| 15 | 5 | 3 | 2 |

| 24 |

|  | 12 | 5 | 5 | 2 |

| 23 |